# Lymphocytose duodénale
La lymphocytose ou hyperlymphocytose duodénale, parfois appelée duodénite lymphocytaire, ou lymphocytose intraépithéliale duodénale, est une condition où un nombre croissant de lymphocytes intraépithéliaux sont observés dans les biopsies de la muqueuse duodénale lorsque ceux-ci sont examinés au microscope. C'est souvent une caractéristique de la Maladie cœliaque, mais on peut la trouver dans d'autres troubles.

## Les caractéristiques
La maladie est caractérisée par une augmentation de la proportion de lymphocytes dans l'épithélium du duodénum, généralement lorsqu'elle est supérieure à 20-25 pour 100 entérocytes. Les lymphocytes intra-épithéliaux (LIE) sont normalement présents dans l'intestin et leur nombre est normalement supérieur dans les cryptes et le jéjunum ; ceux-ci sont distincts de ceux trouvés dans la lamina propria de la muqueuse intestinale. Les LIE sont principalement des cellules T, dont un nombre accru est généralement rapporté dans environ 3% des biopsies duodénales, mais peut atteindre jusqu'à 7% selon les séries,.

## Les causes
La liste des causes possibles est vaste, y compris la maladie cœliaque, l'entéropathie environnementale (ou sprue tropicale), l'entéropathie auto-immune, la colonisation bactérienne chronique de l'intestin grêle, la prise d'AINS, la présence d'Helicobacter pylori, d'autres infections et la maladie de Crohn.

## Diagnostic
Le diagnostic est établi par un comptage précis des lymphocytes intraépithéliaux au cours de l'examen histologique des biopsies duodénales. La définition de la condition inclut l'exigence que les apparences histologiques duodénales soient par ailleurs non remarquables, en particulier avec une architecture villeuse normale.
Dans la maladie cœliaque (également appelée entéropathie sensible au gluten), la lymphocytose duodénale se rencontre dans les cas non traités ou partiellement traités. Il s'agit du type de changement le moins grave, appelé stade de Marsh I, dans la classification des modifications histologiques de la maladie cœliaque. Des caractéristiques supplémentaires, notamment une atrophie villeuse et une hyperplasie des cryptes, sont d'autres découvertes dans les autres stades de Marsh de la maladie cœliaque,.
Des anticorps associés à la maladie cœliaque ont été rapportés dans environ 11% des cas. Ces anticorps IgA endomysiaux et anti-transglutaminase sont très sensibles et spécifiques à la maladie cœliaque, ce qui implique que ces cas de lymphocytose duodénale sont la traduction d'une maladie cœliaque certaine. Environ 33% des cas ont l'allèle HLA-DQ2, présent chez plus de 90% des personnes atteintes de la maladie cœliaque. L'absence de HLA-DQ2 (et du plus rare HLA-DQ8) rend la maladie cœliaque très improbable. Lorsqu'une maladie cœliaque séro-négative est découverte, la détermination du statut HLA, de la persistance ou de la progression du nombre de LIE duodénaux après une provocation au gluten, suivis d'une amélioration symptomatique quelque temps après l'instauration d'un régime sans gluten, permettent de confirmer le diagnostic dans 22% d'une série de plus de 200 cas adultes. 
L'infection à Helicobacter est une constatation fréquente à l'endoscopie chez les adultes et, bien que le nombre de LIE duodénaux soit légèrement plus élevé avec cette infection, cette cause n'est pas considéré comme une cause significative chez les enfants. D'autres infections, notamment la cryptosporidiose et la giardiase peuvent également être associées à une augmentation des LIE.

## La prise en charge
Elle est celle du trouble associé, instauration d'un régime sans gluten pour les cas de maladie cœliaque et traitement adapté aux infections découvertes.

## Pronostic
Lorsque la lymphocytose duodénale est associée à d'autres caractéristiques de la maladie cœliaque, en particulier des anticorps positifs, ou un HLA-DQ2/8 et la présence d'antécédents familiaux, un traitement avec un régime sans gluten entraîne une amélioration du nombre de LIE. La présence de diarrhée, de thyroïdite, de faiblesse ou de carence en folate étaient d'autres facteurs prédictifs du futur développement d'une sensibilité au gluten ou d'une maladie cœliaque, qui sont apparues chez 23 des 85 patients suivis sur une période de 2 ans.